# Caso
Caso (asztúriai nyelven Casu) egy község Spanyolországban, Asztúria autonóm közösségben. Caso Aller, Sobrescobio, Piloña, Ponga, Maraña és Puebla de Lillo községekkel határos. Lakosainak száma 1427 fő (2024).

## Nevezetességek
Részben Caso község területéhez tartozik a Redes Natúrpark nevű bioszféra-rezervátum.

## Népesség
A település népessége az utóbbi években az alábbiak szerint változott:
| Lakosok száma | 1970 | 2011 | 1936 | 1869 | 1799 | 1704 | 1574 | 1507 | 1443 | 1427 |
|               | 2001 | 2004 | 2007 | 2009 | 2012 | 2014 | 2017 | 2019 | 2022 | 2024 |